# Antonio Riboldi
Antonio Riboldi (Tregasio, 16 gennaio 1923 – Stresa, 10 dicembre 2017) è stato un vescovo cattolico italiano, noto per il suo impegno contro la criminalità organizzata, prima come parroco in Sicilia e, successivamente, come vescovo di Acerra.

## Biografia
Proveniente da una famiglia di modeste condizioni economiche, entrò a far parte dell'Istituto della carità (meglio conosciuti come Rosminiani).
Durante il periodo del noviziato, nella primavera 1944 fu sfollato alla Sacra di San Michele a Sant'Ambrogio di Torino, dove il 21 maggio fu coinvolto in una rappresaglia dei soldati tedeschi, che misero al muro lui e gli altri novizi e padri rosminiani per due ore, minacciandoli di fucilazione. Dopo un colloquio dell'ufficiale tedesco con Padre Andrea Alotto, storico rettore della Sacra, il gruppo di religiosi venne liberato.
Fu ordinato sacerdote il 29 giugno 1951. Inviato nel 1958 in una parrocchia di Santa Ninfa, nella Valle del Belice e in Diocesi di Mazara del Vallo, si trovò nel 1968 a fronteggiare lo stato d'emergenza causato dal terremoto che sconvolse la terra trapanese, fronteggiando assieme ai suoi parrocchiani le prepotenze della mafia, organizzando la loro lotta per ottenere una casa e abitando per anni, come loro, in una baracca di legno.
In quegli anni partecipò a cortei e manifestazioni davanti al Parlamento in difesa delle richieste dei suoi concittadini e collaborò con diverse persone legate alla vita politica e istituzionale del paese, fra cui il generale Carlo Alberto dalla Chiesa e il Presidente della Regione Siciliana on. Piersanti Mattarella.

### Ministero episcopale
Il 25 gennaio 1978 papa Paolo VI lo nomina vescovo di Acerra, sede vacante da 12 anni. Riceve l'ordinazione episcopale l'11 marzo 1978 dall'arcivescovo di Palermo cardinal Salvatore Pappalardo, essendo conconsacranti il vescovo di Mazara del Vallo Costantino Trapani, O.F.M., e il vescovo ausiliare di Roma Clemente Riva, I.C.
Ad Acerra monsignor Riboldi concentrò il suo impegno contro la camorra: attraverso dure prediche ed esortazioni fatte in chiesa e con la sua azione di persuasione tra i suoi parrocchiani, contribuì a rompere il muro di omertà, suscitando pentimenti e collaborazioni con la giustizia. Lo stesso capo camorrista Raffaele Cutolo volle incontrarlo durante la sua detenzione per potersi confessare.
Il vescovo organizzò una marcia contro la camorra a Ottaviano (storico "feudo" di Cutolo) il 17 dicembre 1982: vi presero parte oltre diecimila persone, in particolare studenti. Egli arrivò a vietare le celebrazioni non strettamente religiose della festa patronale acerrese, ormai infiltrate dalla criminalità. In quegli anni Riboldi visse sotto scorta.
Negli anni ottanta mons. Riboldi svolse il suo apostolato anche in diverse carceri italiane, dove incontrò numerosi pentiti della lotta armata.
Dall'aprile 1997 fu tra i primi vescovi a utilizzare la Rete per diffondere le proprie omelie.
Il 16 gennaio 1998 presenta le sue dimissioni per raggiunti limiti di età; saranno accettate da Papa Giovanni Paolo II solo il 7 dicembre 1999. Gli succede alla guida della diocesi mons. Salvatore Giovanni Rinaldi.
Dal 1999, anno della morte di mons. Clemente Riva, Riboldi fu l'ultimo vescovo al mondo dell'Istituto Rosminiano (Istituto della carità). Si parlò negli anni passati di una sua possibile elevazione alla porpora cardinalizia: sarebbe stato il primo dei Rosminiani a riceverla.
Il 12 novembre 2000 partecipò all'inaugurazione del Cineteatro Incontro della parrocchia di Besnate, che dopo più di settant'anni dalla sua prima apertura, venne ristrutturato con le nuove tecnologie Dolby Digital.
Ha conferito l'ordinazione episcopale a Gennaro Pascarella.
Impegnato anche come conferenziere, Riboldi fu direttore responsabile del mensile Amici di Follereau dell'Associazione italiana amici di Follereau (AIFO), che dal 1961 realizza iniziative in favore degli ultimi nei paesi del Sud del mondo. Per molti anni fu inoltre una delle autorevoli voci della rubrica religiosa del Giornale Radio RAI di Radiouno, Ascolta, si fa sera.
In occasione del suo novantesimo compleanno, la casa editrice Mondadori pubblica, nel gennaio 2013, un libro dal titolo Ascolta si fa sera. Brevi pensieri oltre gli affanni della giornata: nel testo sono racchiusi i suoi interventi alla trasmissione radiofonica Ascolta, si fa sera.
Il 30 maggio 2015, nella sede del Consiglio Comunale della città di Acerra, l'amministrazione riunita in seduta solenne gli conferì la cittadinanza onoraria.
Nella notte tra il 9 e il 10 dicembre 2017 è morto a Stresa, presso il Collegio Rosmini, dove si era ritirato dall'estate precedente. In seguito ai solenni funerali presieduti il 13 dicembre dal vescovo di Acerra Antonio Di Donna, è stato tumulato per sua espressa volontà all’interno della cattedrale di Santa Maria Assunta.

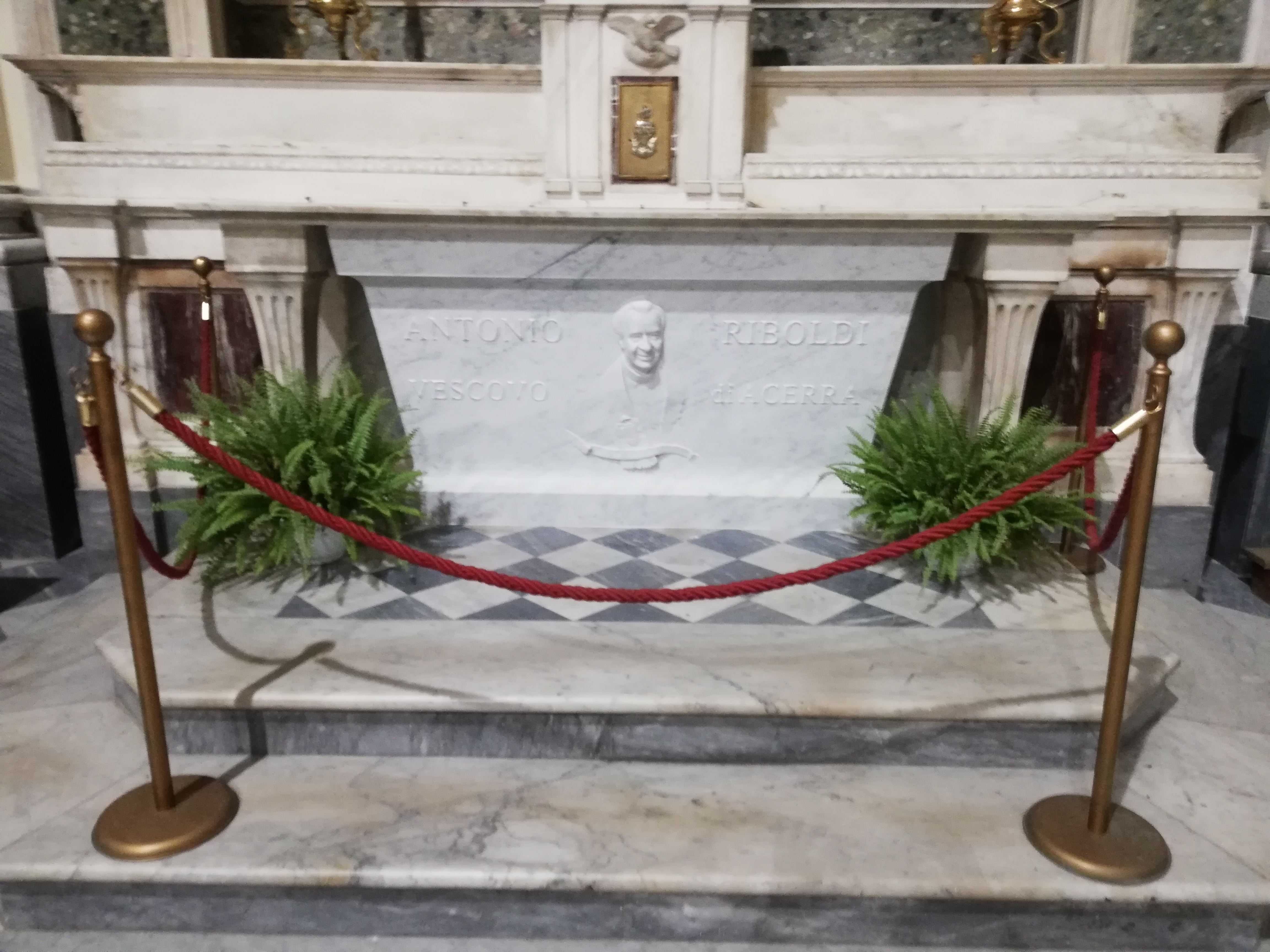
Luogo di sepoltura di Mons. Riboldi, nella cattedrale di Acerra

## Genealogia episcopale e successione apostolica
La genealogia episcopale è:
- Cardinale Scipione Rebiba
- Cardinale Giulio Antonio Santori
- Cardinale Girolamo Bernerio, O.P.
- Arcivescovo Galeazzo Sanvitale
- Cardinale Ludovico Ludovisi
- Cardinale Luigi Caetani
- Cardinale Ulderico Carpegna
- Cardinale Paluzzo Paluzzi Altieri degli Albertoni
- Papa Benedetto XIII
- Papa Benedetto XIV
- Papa Clemente XIII
- Cardinale Marcantonio Colonna
- Cardinale Giacinto Sigismondo Gerdil, B.
- Cardinale Giulio Maria della Somaglia
- Cardinale Carlo Odescalchi, S.I.
- Cardinale Costantino Patrizi Naro
- Cardinale Lucido Maria Parocchi
- Papa Pio X
- Cardinale Gaetano De Lai
- Cardinale Raffaele Carlo Rossi, O.C.D.
- Cardinale Amleto Giovanni Cicognani
- Cardinale Salvatore Pappalardo
- Vescovo Antonio Riboldi, I.C.

La successione apostolica è:
- Vescovo Gennaro Pascarella (1999)

## Riconoscimenti
- Cittadinanza onoraria conferita dal Comune di Acerra il 30 maggio 2015[11]

## Opere
- Antonio Riboldi, Domenico del Rio "Il Vescovo e la Piovra". Edizioni Piemme, 1990
- Antonio Riboldi "Tu va e non fermarti mai". Il senso della vita. Editore Progetto editoriale mariano, 1992
- Antonio Riboldi "Non Posso Tacere" Il sud non è l'Inferno! A cura di Francamaria Trapani Prefazione di Antonino Caponnetto. Edizione Rusconi, 1993
- Antonio Riboldi "Madre della Chiesa". Editore Piemme, 1996
- Antonio Riboldi "Tempo di Coraggio". Editore Progetto Editoriale Mariano, 1996
- Antonio Riboldi "La carità integrale" Testimonianza di un vescovo: l'inevitabile impegno del credente nella 'Polis'. Editore Portalupi, 2003
- Antonio Riboldi "Per amore del mio popolo non tacerò. Dopo Falcone e Borsellino". Edizioni Paoline, 2003
- Antonio Riboldi "Gli scugnizzi di don Antonio". Editore EPM, 2005
- Antonio Riboldi, Antonino D'Anna "I figli del terremoto" Memorie di Monsignor Antonio Riboldi Vescovo Emerito di Acerra. Edizioni Grafiche Santocono, Rosolini (SR), 2009
- Pietro Perone "Don Riboldi il coraggio tradito" Edizioni San Paolo 2022 Cinisello Balsamo (MI)